# Музей градостроительства и быта

Музей Градостроительства и быта — единственный в России музей градостроительства и быта.
Расположен в особняке «Дома Шаронова», отнесённом Указом Президента Российской Федерации № 176 от 20 февраля 1995 года к памятникам архитектуры РФ. Входит в состав Таганрогского государственного литературного и историко-архитектурного музея-заповедника.
Музей «Градостроительство и быт г. Таганрога» имеет значительную архитектурную ценность для Таганрога, находится в оживленном городском центре. Старинное здание (ранее дом хлеботорговца Е. И. Шаронова) — архитектурный и культурный памятник в стиле «модерн», был возведён в 1912 году, автором проекта был друг А. П. Чехова, академик-архитектор Ф. О. Шехтель.
Адрес: Таганрог, ул. Фрунзе, 80.

## История
Музей был открыт по постановлению ГК КПСС и исполкома Таганрогского городского Совета 3 ноября 1981 года с целью изучения и популяризации исторических и культурных памятников г. Таганрога. Музей находится в бывшем особняке крупного таганрогского помещика Е. И. Шаронова. Здание было построено в 1912 году в стиле модерн по проекту академика архитектуры Ф. О. Шехтеля. До 1917 года здание принадлежало Е. И. Шаронову. С 1920 по 1922 год в здании размещалась шелководческая станция, с 1923 года — детская поликлиника.
Во время оккупации Таганрога здание было занято штабом 1-й танковой армии Э. фон Клейста.
После 1944 года в здании размещались различные городские организации, включая Орджоникидзевский РК КПСС.
С 1981 года в здании располагается музей «Градостроительство и быт Таганрога». Созданием экспозиции музея руководила Л. А. Цымбал. В экспозиции представлены районы старого Таганрога, старинные фото, открытки, городские планы, образцы мебельного и декоративного искусства XVIII—XX веков, изделия из русского и западно-европейского стекла, демонстрирующие особенности стиля быта города с петровских времён до настоящего времени.
В цокольном этаже здания музея находятся четыре выставочных зала, в которых, помимо основной экспозиции, музей ведёт активную выставочную работу, предоставляя свои площади для современных художников, скульпторов, коллекционеров, а также разнообразных передвижных выставок.

## Архитектура

Музей Градостроительства и быта

Здание является жемчужиной «модерна», великолепным образцом синтеза архитектуры, живописи и скульптуры. Полутораэтажное здание имеет много общего с Ярославским вокзалом в Москве: те же островерхие башни, трапециевидная форма кровли с гребешком в центральной части, тот же ритм чередования различной формы окон. Композиция здания основана на асимметрии. Левая часть имеет 4-х угольную высокую башню с шатровым восьмигранным завершением. Наверху первоначально был круг с инициалами владельца дома «Е. Ш.», замененный вскоре на шпиль с флажком. В 1978 году флажок был укреплён на шарикоподшипнике и теперь вращается от ветра.
Основной фасад является наибольшей достопримечательностью здания. Структура памятника построена на асимметрии. Уникальный в своём роде мозаичный фриз сделан из майолики, его композиция соединяет ряд сюжетных групп. В ходе изучения здания появились утверждения, что панно были сделано по эскизам Н. Рериха, М. Врубеля, В. Васнецова в Абрамцевской мастерской рядом с Москвой. Мозаики посвящены сюжетам русских былин. Особняк является единственной в регионе достопримечательностью, где на фасаде применена монументальная живопись.

## Выставочная деятельность
Музей ведёт достаточно активную выставочную деятельность, размещая в своих залах как произведения местных художников, так и различные передвижные выставки. Среди известных художников, выставлявших в музее свои работы — Юрий Шабельников, Александр Кисляков, Наталья Дурицкая, Юрий Фесенко .

## Руководители музея
- с 2019 по настоящее время — М. Е. Григорян.
- с 2003 по 2019 — Е. В. Михайлова[10][11]
- с ???? по 2003 — Т. Ф. Пугач

## Музей в кинематографе
- 2006 — «Кошляков, Шабельников, Тер-Оганьян, Сигутин», док. фильм. «Art via Video».
- 2002 — «Дневник убийцы», телесериал. Режиссёр Кирилл Серебренников, РТР.

## Реставрация здания в 2017 году
Весной 2017 года стало известно, что в рамках федеральной программы «Культура России» будет произведена реставрация Дома Шаронова. Работы запланированы на 2017—2018 годы. На реставрацию Дома Шаронова было выделено 77 миллионов рублей. Конкурс на проведение работ выиграла ООО "Липецкая производственно-реставрационная компания «ЛАЙМ ПАРК».
В декабре 2017 года были высказаны сомнения в отношении качества реставрационных работ: лицевую кирпичную кладку реставраторы расчищали не вручную, а абразивными кругами, и затем отшлифованную кладку окрашивали, а при замене окон был изменён рисунок оконных переплётов.